# Chelsea Noble
Chelsea Noble (* 4. Dezember 1964 in Buffalo, New York) ist eine US-amerikanische Schauspielerin.
Sie trat vor allem als Gastdarstellerin in verschiedenen Fernsehserien wie Full House und Unser lautes Heim in Erscheinung. Sie spielte in der Left Behind-Reihe mit. Seit dem 20. Juli 1991 ist sie mit dem Schauspieler Kirk Cameron verheiratet. Noble und Cameron sind wiedergeborene Christen und haben vier adoptierte und zwei leibliche Kinder.
Noble und Cameron sind Gründer von „Camp Firefly“ und der „Firefly“-Stiftung. Diese Stiftung ermöglicht Camping-Ausflüge für unheilbar kranke Kinder und deren Familien.

## Filmografie
- 1988: Full House (Fernsehserie, 2 Folgen)
- 1988–1989: Wer ist hier der Boss? (Fernsehserie, 2 Folgen)
- 1989: Cheers (Fernsehserie, 1 Folge)
- 1989: Booker (Fernsehserie, 1 Folge)
- 1989–1992: Unser lautes Heim (Fernsehserie, 22 Folgen)
- 1990:	Instant Karma
- 1991:	A Little Piece of Heaven
- 1991:	The Willies
- 1993: Doogie Howser, M.D. (Fernsehserie, 1 Folge)
- 1994:	Hilfe – Ich liebe einen Filmstar (mit ihrem Ehemann Kirk Cameron)
- 1997: Seinfeld (Fernsehserie, 1 Folge)
- 1998:	Lucky, der reichste Hund der Welt (You Lucky Dog)
- 2000:	Left Behind
- 2002:	Left Behind: Tribulation Force
- 2005:	Finale – Die Welt im Krieg (Left Behind: World at War)